# Pedro Villena Hidalgo
Pedro Villena Hidalgo (Andaray, Arequipa, 3 de septiembre de 1940 - Chancay, Lima, 2 de octubre de 1996) fue un ingeniero y político peruano. Rector de la UNSCH en Ayacucho Ministro de Educación (1994).

## Biografía
Estudió en el Colegio Nacional Independencia Americana, una vez graduado estudió ingeniería en la Universidad Nacional del Litoral.
Ha sido profesor Universitario Auxiliar de la Universidad San Cristóbal de Huamanga (1972), profesor Universitario Asociado de la Universidad San Cristóbal de Huamanga (1976). Profesor Principal de la misma Universidad y, tuvo a su cargo el rectorado de la Universidad de 1989 a 1994.

## Vida política

### Ministro de educación
El 13 de octubre de 1994 juramentó como Ministro de Educación del Gobierno de Alberto Fujimori, como tal impulsó el proyecto de mejoramiento de la calidad de la Educación.

### Fallecimiento
El ingeniero Villena se dirigía  a Santiago a la Comisión Nacional de Ciencias y Tecnología de Chile la muerte lo sorprendió, que junto a él las 70 perecieron en el Vuelo 603 de Aeroperú.